# Geometría absoluta
Se llama geometría absoluta al sistema axiomático que depende de los primeros cuatro postulados de Euclides, y no del quinto postulado, es decir, el de las rectas paralelas. Engloba, por tanto, la parte común de la geometría euclídea y la hiperbólica; Euclides mismo la utiliza en los Elementos en las primeras proposiciones. 
Las geometrías elípticas y en particular, la esférica, están fuera de la geometría absoluta, ya que violan el postulado de que dos rectas se corten solo en un punto. El término geometría absoluta fue introducido por Bolyai en 1832.